# Ship Simulator 2008
Ship Simulator 2008 é um jogo eletrônico lançado em julho de 2008 na Alemanha e no Reino Unido. Esta versão inclui ondas que podem mover os barcos e navios tornando-os mais realistas, transições de tempo em dia e noite e novos barcos e navios.
Os seis novos navios incluem um seperpetroleiro, balsa linha vermelha, barco patrulha entre outros. O Titanic também tem sofrido algumas pequenas alterações, por exemplo, a 2ª Classe é visitavel, bem como o original e os navios foram atualizados.

## Portos
- San Francisco
- Nova Iorque
- Solent
- Hamburgo
- Porto de Roterdão
- Marselha
- Ilhas Phi Phi

## Ambientes
- Oceano Atlântico
- Mar do Norte
- Mar Mediterrâneo

Entre outros

## Navios
Lista de navios em Ship Simulator 2008:
- RMS Titanic

- Águia Vermelha

Entre outros

## Ligações Externas
- «Sítio oficial»